# Cabezón de Valderaduey
Cabezón de Valderaduey es un municipio y localidad de España, en la provincia de Valladolid, comunidad autónoma de Castilla y León. Tiene una superficie de 10,24 km².

## Geografía humana

### Demografía
Cuenta con una población de 33 habitantes (INE 2024).

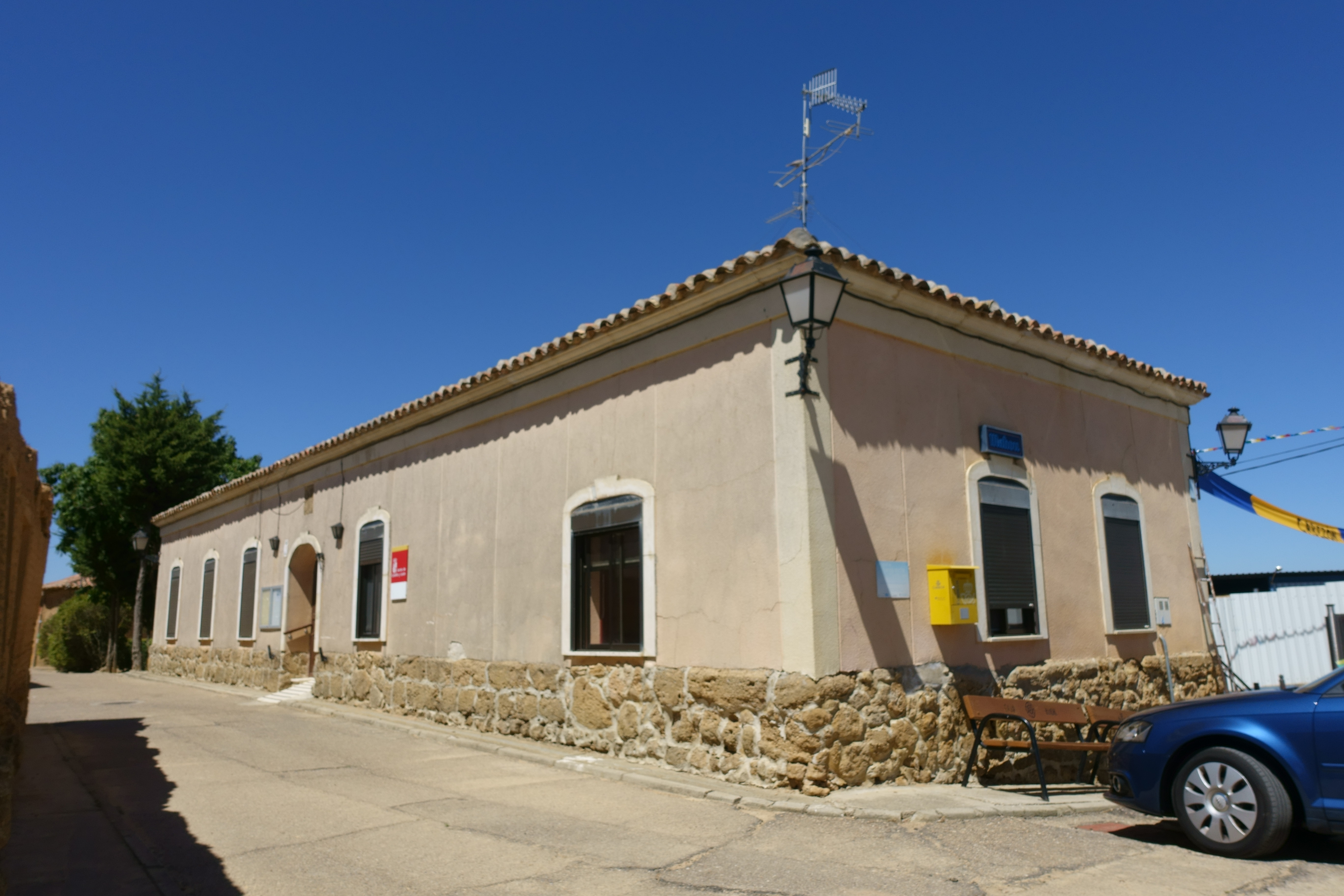
Casa consistorial

| Gráfica de evolución demográfica de Cabezón de Valderaduey entre 1842 y 2021                                          |
| |
| Población de derecho según los censos de población del INE. Población de hecho según los censos de población del INE. |

| 56                         | 54 | 45 | 52 | 37 | 42 |
| (Fuente: [cita requerida]) |    |    |    |    |    |